# Doliops animulus
Doliops animulus es una especie de escarabajo del género Doliops, familia Cerambycidae. Fue descrita científicamente por Kriesche en 1940.
Habita en Filipinas. Los machos y las hembras miden aproximadamente 13 mm. El período de vuelo de esta especie ocurre en todos los meses del año excepto marzo, septiembre, noviembre y diciembre.